# قانون الأغذية والأدوية
قانون الأغذية والأدوية (القانون) (العنوان الرسمي «قانون يتعلق بالأغذية والأدوية ومستحضرات التجميل والأدوات العلاجية») هو أحد قوانين برلمان كندا فيما يتعلق بالإنتاج والاستيراد والتصدير والنقل عبر المقاطعاتوبيع الأغذية، الأدوية وأجهزة منع الحمل ومستحضرات التجميل (بما في ذلك منتجات التنظيف الشخصية مثل الصابون ومعجون الأسنان). تم تمريره لأول مرة في عام 1920 وتمت مراجعته مؤخرًا في عام 1985. وهو يحاول التأكد من أن هذه المنتجات آمنة، وأن مكوناتها يتم الكشف عنها وأن الأدوية فعالة ولا تباع كغذاء أو مستحضرات تجميل. كما ينص على أنه لا يمكن الإعلان عن علاجات للمرض المدرجة في الجدول A(بما في ذلك السرطان والسمنة والقلق والربو والاكتئاب والتهاب الزائدة الدودية والأمراض المنقولة جنسيا) للجمهور العام.

## الخلفية[عدل]
بعد إطلاق وزارة الصحة الفيدرالية في عام 1919، تم تقديم قانون الأغذية والأدوية في أواخر عام 1920. وضعت القواعد واللوائح التي وضعت بموجب هذا القانون متطلبات الترخيص وخلق الأدوية في كندا. يمنح القانون لوزير الصحة الحق في إلغاء أو تعليق تراخيص الشركات التي لا تمتثل للمتطلبات.
لم يتم تعديل قانون الغذاء والأدوية بشكل كبير حتى عام 1947 عندما تم وضع الأسس للسوق الحالي اليوم. في عام 1951، كان مصنعو الأدوية مطالبين بتقديم ملف لكل دواء جديد قبل تسويق منتجاتهم. ومع ذلك، في أوائل الستينيات من القرن العشرين، أدى عقار الثاليدومايد، الذي تمت الموافقة على دخوله إلى السوق، إلى وفاة الآلاف من الرضع والعيوب الخلقية الوخيمة في حالات أخرى عندما تم أخذ الدواء من قبل النساء في المراحل المبكرة من الحمل. نتيجة للمشاكل الناجمة عن عقار الثاليدومايد، تم إعادة النظر في القانون وتعزيزه من قبل وزارة الصحة الكندية. وضعت النسخة المنقحة متطلبات جديدة على الشركات المصنعة لتقديم أدلة على الفعالية في طلب إشعار الامتثال، والذي يجب الحصول عليه قبل بيع أي دواء. يجب على الشركة المصنعة تلبية جميع المتطلبات قبل جعل أي دواء متاح للجمهور، ولكن بمجرد تمرير الدواء دون أي ردود فعل سلبية وبدون أي تغييرات مطلوبة لصيغة الدواء، قد لا تخضع للمراجعة من قبل Health Canada مرة أخرى.بعض المدافعين عن الصحة [الذين يريدون] مراقبة ما بعد الموافقة لمراقبة مشاكل غير متوقعة.

## الجزء الأول[عدل]
يقدم الجزء الأول تفسيرات عامة للشروط، ويوفر تفاصيل كل موضوع من المواضيع التي تمت مناقشتها حول ما ينطوي عليه هذا القانون:
طعام
المخدرات
مستحضرات التجميل
الأجهزة

## الجزء الثاني[عدل]
يركز الجزء الثاني من القانون على الإدارة والتنفيذ اللذين يسمحان للحكومة بالتدخل مع الشركة المصنعة. يستلزم:
التفتيش والضبط والمصادرة
تحليل
سلطة الوزير
التأسيس بالإشارة
قوانين
أوامر مؤقتة
ترخيص التسويق
الجريمة والعقاب
صادرات

## الجزءان الثالث والرابع[عدل]
وينص الجزء الثالث (الذي سُنَّ في عام 1961) والرابع (صدر في عام 1969) على تنفيذ الضوابط التي تقتضيها اتفاقية المؤثرات العقلية. يتناول الجزء الثالث العقاقير «الخاضعة للمراقبة» مثل الأمفيتامين والميثاكوالونوالفينميترازين، والتي لها استخدامات طبية مشروعة. وركز الجزء الرابع على الجدول الزمني «العقاقير المحظورة»، تلك التي يستخدمها الشرعي الوحيد للبحث العلمي، مثل المهلوسات LSD وDMT و MDMA. أنشأت هذه الأجزاء ثمانية أصناف من المواد الخاضعة للرقابة، تتراوح من الجداول أ إلى حاء.
وألغى قانون المخدرات والأدوية لعام 1996 الجزأين الثالث والرابع.

## التعديل المقترح لعام 2008[عدل]
يجب عدم الخلط بين تشريع مكافحة الإرهاب لعام 2015: مشروع القانون C-51 (البرلمان الكندي الواحد والأربعون، الجلسة الثانية
في أبريل 2008، تم إدخال تعديل على قانون الأغذية والعقاقير، الكندي بيل C-51 في مجلس العموم. كان الغرض من هذا القانون هو تحديث النظام التنظيمي للأغذية والمنتجات العلاجية، وتعزيز الرقابة على فوائد ومخاطر المنتجات العلاجية طوال دورة حياتها، لدعم إجراءات الامتثال والإنفاذ الفعالة وللتمكين من شفافية وانفتاح أكبر. النظام التنظيمي. بعض التعديلات المقترحة هي كما يلي:
- إضفاء الصفة القانونية على بيع واستيراد المنتجات التي تم غشها عن علم.
- غير مشروعة بيع المنتجات العلاجية المزيفة.
- التوضيح في قانون الأغذية والأدوية أن متطلبات المنتجات العلاجية لها إذن بالسوق، والتي كانت تتطلبها وزارة الصحة الكندية لسنوات عديدة.

تعرض مشروع القانون للانتقادات بسبب إدراك أن مشروع القانون سيحرم جميع المنتجات الغذائية والطبيعية من خلال تصنيفها على أنها منتجات مخدرات.لم يتم تنظيم المنتجات الصحية الطبيعية كأدوية منذ وضع أنظمة المنتجات الصحية الطبيعية في مكانه في 1 يناير 2004. صرحت وزارة الصحة الكندية أن "قواعد المنتجات الصحية الطبيعية، التي بدأ العمل بها في عام 2004، ستستمر في العمل بنفس الطريقة بموجب مشروع قانون C-51. سيستمر الكنديون في الحصول على منتجات صحية طبيعية آمنة وفعالة وذات جودة عالية.